# Maxeen
Maxeen — поп-рок-группа из США. Звучание группы вобрало в себя многое от музыки 80-х, прежде всего, от групп Police и Pixies. Трио Maxeen было создано в середине 2002 года в Лос-Анджелесе, когда солист/бас Том Бейли (Tom Bailey), выросший в Акроне, штат Огайо, вернулся в Калифорнию, где он родился. В Лос-Анджелесе он познакомился с будущим гитаристом группы Шенноном МакМюрреем (Shannon McMurray) и барабанщиком Джеем Скаронеком (Jay Skowronek). МакМюррей в то время работал учителем младших классов, а Скаронек окончил колледж кино на Восточном побережье и мечтал о будущем рок-музыканта. Троица быстро нашла общий язык, и уже спустя 6 месяцев после формирования группы Maxeen подписали контракт с компанией SideOneDummy Records. В ноябре 2003 года увидел свет их дебютный альбом.
Группа организовала турне в поддержку альбома совместно с другими группами, играющими в некоторой степени похожую музыку: The Slackers, The Format, The Matches, и тогда же подписала контракт с Уорнер Бразерс. В январе 2005 г. Maxeen начали работу над своим первым альбомом на данном лейбле, продолжая принимать участие в различных шоу. МакМюррея в качестве гитариста сменил Шон Бесте (Sean Beste). Последний альбом группы — Hello Echo: Tour Edition — был выпущен в середине 2006 года.

## Дискография

### Альбомы
- Save Your Life (EP) (2003)
- Maxeen (2003)
- Hello Echo (Tour Edition) (2006)
- Life in the Gears (цифровой EP) (2007)